# Valdieri
Valdieri (piemontiul: Vaudié vagy Vodiar, okcitánul: Vaudier) település Olaszországban, Piemont régióban, Cuneo megyében. Lakosainak száma 907 fő (2023. január 1.). Valdieri Aisone, Borgo San Dalmazzo, Entracque, Moiola, Roccavione, Vinadio, Demonte, Roaschia, Isola, Saint-Martin-Vésubie és Valdeblore községekkel határos.

## Népesség
A település lakossága az elmúlt években az alábbi módon változott:
| Lakosok száma | 917  | 932  | 907  |
|               | 2017 | 2018 | 2023 |